# Asesino implacable
Get Carter (Asesino implacable) es una película británica de género neo-noir estrenada en 1971, dirigida por Mike Hodges, protagonizada por Michael Caine y basada en la novela de Ted Lewis de 1969 Jack's Return Home. En el año 2000 fue objeto de un remake con el mismo título protagonizado por Silvester Stallone.

## Sinopsis
Jack Carter (Michael Caine) es un asesino del crimen organizado londinense que recibe la noticia de que su hermano ha fallecido en un accidente de tráfico en su ciudad natal, Newcastle, al norte de Inglaterra. Jack planea fugarse con su amante, la novia de su jefe, a Sudamérica, pero antes decide averiguar las razones de la muerte de su hermano, ya que no cree haya sido accidental.
Al llegar a la ciudad en un viaje en tren encuentra que la novia de su hermano rehúye asistir al funeral y que desde un coche vigilan todos sus movimientos alrededor de la vivienda de su hermano fallecido. A la mañana siguiente conoce a su sobrina Doreen, a la novia de su hermano Margaret, y a dos de sus compañeros de trabajo. Tras unas breves palabras con una huidiza Margaret, resulta evidente para Jack que la muerte no fue debido a que su hermano falleció estrellando su coche cuando estaba ebrio.
Para averiguar qué se cuece en los bajos fondos de Newcastle decide ir al hipódromo en busca de un viejo compañero de correrías cuando asistían a la escuela: Albert Swift. Sin que se de cuenta Albert huye de la vista de Jack que por casualidad se encuentra con otro gánster londinense que se ha instalado en la ciudad desde hace un tiempo bajo la apariencia de un inofensivo chofer, Eric Paice (Ian Hendry). Este rehúsa revelarle a Jack para quién trabaja, por lo que tiene que averiguarlo siguiendo el coche que conduce Eric hasta una mansión de las afueras. Allí conoce al jefe de la mafia local, Cyril Kinnear (John Osborne), que le asegura desconocer el porqué de la muerte de su hermano; y a Glenda, una dama de compañía de Kinnear que flirtea con Jack. A la salida de la mansión, Eric le advierte que la relación entre las organizaciones de Londres y Newcastle pueden verse deterioradas por sus investigaciones.
De vuelta a la ciudad, Jack mantiene una breve conversación con su sobrina Doreen, ofreciéndole viajar con él y su amante a Sudamérica, omitiéndole su verdadera ocupación, aunque ella lo rechaza. Esa misma noche unos matones tratan de intimidar a Jack a la puerta del Bed and Breakfast donde ha decidido residir desde la primera noche en la ciudad. Este logra capturar a uno de ellos y, tras golpearle un par de veces en su habitación, le revela que han sido enviados por Cliff Brumby, un empresario local de máquinas recreativas. Jack acude a su casa a visitarle pero le queda claro que Brumby no le conoce de nada y cree que ha sido engañado. De vuelta al lugar donde se hospeda se encuentra que el matón se ha escapado gracias a sus compañeros, y con una asustada dueña que Jack no tiene más remedio que acostarse con ella para lograr su silencio.
A la mañana siguiente, dos gánsters londinenses, compañeros de Jack, le despiertan y le comentan que tienen órdenes de su jefe de llevarle de vuelta a la capital. Jack logra escapar de ellos para reunirse con Margaret que miente sobre la relación con su hermano. Cuando está a punto de interrogarla con métodos más expeditivos sus compañeros gánsters vuelven aparecer avisados por Margaret. Jack huye corriendo de ellos y es recogido por Glenda que le estaba vigilando en la cercanía. La pareja se dirige a un aparcamiento en obras propiedad de Cliff Brumby que trata de convencer de que el responsable del asesinato es Cyril Kinnear, que a su vez trata de quedarse con el negocio de Cliff. Este último le ofrece a Jack 5.000 libras esterlinas por hacerse cargo de Cyril pero Jack descubre que todo es un engaño para hacer el trabajo sucio y rechaza el dinero. De vuelta en el coche de Glenda, ambos se dirigen a un apartamento que esta usa para sus encuentros amorosos y ambos se acuestan. Mientras Glenda se está bañando, Jack descubre un rollo de cinta pornográfica en el que ve a su sobrina Doreen siendo forzada a mantener relaciones con Albert, Glenda y Margaret. Lleno de rabia, obliga a Glenda a confirmarle que la autoría de la cinta es de Cyril Kinnear.
De vuelta a la calle introduce a Glenda en el portaequipajes de su automóvil, lo aparca cerca de un ferry y coge este hacía el lado de la ciudad donde hay una casa de apuestas en busca de Albert. Este último le desvela el resto de la historia en el que Eric, a instancias de Cyril, presionó a su sobrina a realizar el vídeo, en el que también está implicado Cliff Brumby, y que fue el propio Eric el que asesinó a su hermano. Jack, sin pestañear, le apuñala a Albert dos veces antes de abandonarle en un callejón. De vuelta hacía el coche se encuentra con Eric y sus dos compañeros gánsters que le comentan que su jefe sabe de su aventura con la novia de este y que tienen la misión de llevarle vivo para hacerse cargo de él en Londres. Jack y los otros tres se enfrentan a balazos logrando Jack matar a uno de sus excompañeros, pero en cambio contestan lanzando el coche de Glenda al agua, desconociendo que ella se encontraba en el portaequipajes.
El siguiente paso de Jack es volver al aparcamiento para lanzar a Cliff Brumby desde lo alto. Tras ello deposita la cinta pornográfica en la oficina de correos con dirección a Scotland Yard y a continuación secuestra a Margaret a punta de pistola. Desde una cabina telefónica llama a Cyril Kinnear en medio de una fiesta con prostitución y drogas en su mansión para amenazarle de que si no permite citarse con Eric para matarle lo confesará todo a la policía. Cyril accede pero justo después contacta con un asesino a sueldo por teléfono para matar a Jack Carter. Margaret es llevada hasta el terreno de la mansión de Cyril donde es asesinada por Jack mediante una inyección letal y llama a la policía para que esta practique una redada en la mansión de Cyril y descubran el cadáver de Margaret. Posteriormente Jack se encuentra con Eric al que asesina a golpes tras hacerle beber una botella entera de whisky. Jack, triunfante por la venganza cumplida, termina recibiendo un disparo en la cabeza, ejecutado por el asesino a sueldo contratado por Cyril previamente.